# Stefan Arsenijević
Stefan Arsenijević (* 11. března 1977, Bělehrad) je srbský filmový režisér, jehož film Strahinja získal v roce 2021 hlavní cenu Křišťálový glóbus na Mezinárodním filmovém festivalu Karlovy Vary.

## Vybraná filmografie[2]
- Mala jutarnja priča (2002)
- (A)Torzia (2003)
- Ztráty a nálezy – Šest pohledů jedné generace (Izgubljeno – nađeno, 2005)
- Láska a jiné zločiny (Ljubav i drugi zločini, 2008)
- Strahinja (Strahinja Banović, 2021).